# Faugère
Faugère, Ochin et Dangleterre war ein französischer Hersteller von Automobilen.

## Unternehmensgeschichte
Das Unternehmen Faugère, Ochin et Dangleterre aus Corbeil begann 1898 mit der Produktion von Automobilen. Der Markenname lautete Faugère. Später erfolgte eine Umbenennung in Société des Automobiles Légères und der Umzug nach Paris. 1901 endete die Produktion.

## Fahrzeuge
Das einzige Modell war mit einem Zweizylindermotor mit 3 PS Leistung ausgestattet. Besonderheit war, dass der Motor vom Fahrersitz aus gestartet werden konnte.